# Liste der mexikanischen Kinofilme 1924
Die Liste der mexikanischen Kinofilme des Jahres 1924 führt alle in diesem Jahr in Mexiko gedrehten Langfilme auf. Insgesamt gab es in diesem Jahr sechs mexikanische Produktionen. Die in dieser Liste aufgeführten Informationen basieren auf David E. Wilts Buch „The Mexican Filmography 1916 through 2001“, der die vollständigste Filmographie für Mexiko vorgelegt hat.

## Legende
- Titel: Nennt soweit vorhanden den offiziellen deutschen Filmtitel, andernfalls den spanischen Originaltitel.
- Regisseur: Nennt den Regisseur oder die Regisseure des Films.
- Genre: Nennt die Genrezuordnung.
- Darsteller: Nennt drei Hauptdarsteller.
- Besonderheiten: Führt Besonderheiten und Hintergründe zum Film auf.

## Filmliste
| Titel                                          | Regisseur                                        | Genre                  | Darsteller                                            | Besonderheiten                                                                                    |
| ---------------------------------------------- | ------------------------------------------------ | ---------------------- | ----------------------------------------------------- | ------------------------------------------------------------------------------------------------- |
| Aguiluchos mexicanos                           | Miguel Contreras Torres Gustavo Sáenz de Sicilia | Abenteuerfilm          | Socorro Astol Luis Meneses Pablo L. Sidar             | Der Film wurde 1924 gedreht, 1929 mit zusätzlichem Filmmaterial versehen und 1930 veröffentlicht. |
| El divino Narciso                              |                                                  |                        |                                                       | Basierte auf einem Werk von Juana Inés de la Cruz. Keine weiteren Informationen verfügbar.        |
| Un drama en la aristocracia (Escándalo social) | Gustavo Sáenz e Sicilia                          | Melodrama              | Ernesto García Cabral Adela Sequeyro Luis G. Barreiro |                                                                                                   |
| El fantasma de ranchero                        |                                                  |                        |                                                       |                                                                                                   |
| No matarás                                     |                                                  |                        |                                                       |                                                                                                   |
| Redención                                      |                                                  | Melodrama Kriminalfilm | Luz Gonzáles Rafael Heliodoro Valle                   |                                                                                                   |